# Westhouse-Marmoutier
Westhouse-Marmoutier là một xã thuộc tỉnh Bas-Rhin trong vùng Grand Est đông bắc Pháp.